# Acacia chundra
Acacia chundra är en ärtväxtart som först beskrevs av Johan Peter Rottler, och fick sitt nu gällande namn av Carl Ludwig von Willdenow. Acacia chundra ingår i släktet akacior, och familjen ärtväxter. Inga underarter finns listade i Catalogue of Life.